# تتراهیدروکورتیزول
تتراهیدروکورتیزول (به انگلیسی: Tetrahydrocortisol) با فرمول شیمیایی C۲۱H۳۴O۵ یک ترکیب شیمیایی با شناسه پاب‌کم ۵۸۶۴ است. که جرم مولی آن ۳۶۶٫۴۹ g/mol می‌باشد. 